# Gerhard Breitenstein
Gerhard Breitenstein (* 29. Juli 1921) ist ein ehemaliger deutscher Fußballspieler, der 1949/50 für die SG Gera-Süd in der ostdeutschen Zonenliga aktiv war.

## Sportliche Laufbahn
Nachdem nach dem Ende des Zweiten Weltkrieges von den Besatzungsmächten in Deutschland alle Sportvereine verboten worden waren, gründeten sich locker organisierte Sportgemeinschaften/Sportgruppen (SG), um die zunächst regional zugelassenen Sportwettkämpfe bestreiten zu können. In Gera entstand neben anderen die SG Gera-Zwötzen, in deren Fußballmannschaft auch Gerhard Breitenstein mitspielte. Als sich 1949 mehrere Sportgemeinschaften zur SG Gera-Süd zusammenschlossen, schloss sich der 28-jährige Breitenstein der neuen SG an. Mit ihr gewann er den Thüringer Fußballpokal, womit sich Gera-Süd für den erstmals ausgetragenen Wettbewerb um den ostdeutschen FDGB-Fußballpokal qualifizierte. Die Geraer gelangten bis in das Finale, wo sie am 28. August 1949 auf Waggonbau Dessau trafen und mit 0:1 unterlagen. Breitenstein war in dieser Begegnung als linker Außenläufer aufgestellt worden.
Als Finalist war Gera-Süd für die erste Saison der neu gegründeten Fußball-Zonenliga (später DS-Oberliga, DDR-Oberliga), mit der ab 1949/50 der ostdeutsche Fußballmeister für 1949/50 ermittelt werden sollte, startberechtigt. Zum Geraer Aufgebot gehörte wieder Breitenstein, der auch bereits im ersten Punktspiel eingesetzt wurde. Bis zum 17. Spieltag bestritt er alle Punktspiele, danach kam er nicht mehr zum Einsatz und gehörte auch fortan nicht mehr zum Oberligaaufgebot der Geraer.

## Nachspiel
Im März 1961 wurde Breitenstein, der inzwischen Mitarbeiter des Stadtbaubetriebes Gera geworden war, vom Bamberger Landgericht wegen Geheimbündelei zu sechs Monaten Gefängnis verurteilt. Er hatte zuvor in München Kontakt zu Arbeitern der Firma Dickerhoff aufgenommen und sie zum Besuch der DDR eingeladen. Die Inhaftierung und der anschließende Prozess verursachten in der DDR ein breites Medienecho, und es wurde zu Protestkundgebungen aufgerufen.